# Katharina Schulze
Katharina Elisabeth Schulze (Friburgo in Brisgovia, 20 giugno 1985) è una politica tedesca, membro di Alleanza 90/I Verdi. È insieme a Ludwig Hartmann, uno dei due principali candidati del suo partito alle elezioni statali bavaresi nel 2018. Schulze è un membro del Landtag della Baviera, il parlamento dello stato, dal 2013 e leader di fazione del suo partito nel Landtag dal 2017.

## Biografia
Nata nel 1985, è cresciuta a Herrsching am Ammersee. Si è laureata al Liceo Christoph-Probst di Gilching nel giugno 2005 e ha studiato Comunicazione interculturale, scienze politiche e psicologia all'Università di Monaco di Baviera dall'ottobre 2005 al 2011.
Dopo un soggiorno negli Stati Uniti, è entrata a far parte dei Verdi nel 2008. È particolarmente attiva nel campo della protezione dell'ambiente e del clima, ma anche nella politica di genere. Da gennaio 2009 a gennaio 2011, è portavoce della Gioventù Verde di Monaco di Baviera. Dal 2009 al 2014 è membro del consiglio di amministrazione del partito dei Verdi Bavarese. Nel 2010, ha fatto una campagna contro la candidatura di Monaco di Baviera per le Olimpiadi del 2018. Alla conferenza del partito federale dei Verdi a Friburgo, convince la maggioranza dei delegati alla manifestazione per radunarli nella sua posizione. E, così facendo, ha snobbato la protettrice del Partito dei Verdi, Claudia Roth, e gli undici consiglieri dei Verdi Monaco, sostenitori di Monaco di Baviera di questa candidatura. In seguito a questo episodio, è invitata dalla leadership dei Verdi a tirarsi indietro, ma non è intimidita. Dal febbraio 2012 al settembre 2013, accanto alla sua attività militante, ha lavorato nelle relazioni pubbliche per la Società per la ricerca ecologica, ma anche part-time come assistente di ricerca per Theresa Schopper, un membro di Alleanza 90/I Verdi del Parlamento federale e come formatore interculturale. È membro del parlamento bavarese dalle elezioni di Baviera nel 2013 ed è uno dei due presidenti del gruppo parlamentare dei Verdi dal 2017. È in cima alla lista dei Verdi Bavaresi alle elezioni del Land, nel 2018, una campagna che conduce in duetto con Ludwig Hartmann, e questa lista ottiene un risultato storico con il 17,5% dei voti. Arrivano in seconda posizione.